# ホスロ・ヤグビ
ホスロ・ヤグビ（Hosro Yaghoubi、1967年 - ）は、イラン出身の空手家。極真会館（松井派）埼玉中央支部 大宮・宮原道場の責任者。

## 略歴
1980年、イラン・テヘランにて極真空手を始める。
1992年に来日。極真会館総本部にて修行し、本部直轄浅草松井道場（現浅草神尾道場）に移籍。
2001年、総本部においての五段の昇段審査では、50人組手で38人から、技あり・一本を奪う。
2003年、埼玉中央支部大宮・宮原道場を設立。
2020年、総本部より六段位授与。

## 主な戦績（松井派主催）
- 第2回世界ウェイト制大会 中量級第3位[1]
- 第15回全日本ウェイト制大会 中量級準優勝[2]
- 第17回全日本ウェイト制大会 中量級準優勝[3]

## 主な役職
- 大会運営委員会・運営委員[4]